# Zygiometella perlongipes
Zygiometella perlongipes là một loài nhện trong họ Tetragnathidae. Chúng được Octavius Pickard-Cambridge miêu tả năm 1872, thường xuất hiện ở Israel.